# Pomorzany (Szczecin, 1955–1976)
Pomorzany – dawne osiedle administracyjne Szczecina. Istniało w latach 1955–1976, przy czym do 1961 r. należało do dzielnicy Pogodno, a od 1961 r. do dzielnicy Śródmieście. Według danych z 6 grudnia 1960 r. osiedle zamieszkiwało 6255 osób.
W 1990 r. przywrócono zlikwidowany w 1976 r. podział miasta na cztery dzielnice. Powołano wówczas nowe osiedle o nazwie Pomorzany, które weszło w skład dzielnicy Zachód jako jedno z 9 osiedli.